# Irak op het Türkvizyonsongfestival
Irak neemt sinds de eerste editie in 2013 deel aan het Türkvizyonsongfestival. Het land heeft in totaal 3 keer deelgenomen aan het festival.

## Geschiedenis

### 2013
Irak was een van de 25 deelnemende landen en regio's aan het eerste Türkvizyonsongfestival in 2013. De Irakese omroep besloot intern te bepalen welke artiest naar het Turkse Eskişehir zou gaan. De keuze viel op Ahmed Duzlu met het nummer Kerkük'ten yola çıkak. In Turkije moest elke deelnemer eerst aantreden in de halve finale, waarbij Irak als negende aan de beurt was. Bij het bekendmaken van de finalisten bleek dat Duzlu zich niet had weten plaatsen voor de finale. De resultaten van de halve finale werden nooit bekend gemaakt.

### 2014
Reeds in juli meldde de Irakese omroep dat het land opnieuw zou deelnemen aan het festival. Ook voor deze editie besloot de omroep om de artiest intern te selecteren. Net als tijdens de voorgaande editie viel de keuze op Ahmed Duzlu. Ditmaal nam hij deel met het nummer Çal kalbimi.
Op het festival moesten alle inzendingen opnieuw aantreden in een halve finale waarvan enkel de beste vijftien doorgingen naar de finale. In die halve finale kwam Irak als negentiende aan de beurt, na Bulgarije en voor de Krimrepubliek. Met 155 punten eindigde Irak op de 18de plaats en kwam het land wederom niet verder dan de halve finale.

### 2015
Ook in 2015 besloot de Irakese omroep om een deelnemer naar het festival te sturen. Ditmaal viel de keuze op de Turkse zanger Oğuz Sırmalı en het lied Serenat. Voor het eerst was er geen halve finale op het Türkvizyonsongfestival, maar traden alle 21 deelnemers aan in één grote finale. Irak was als achtste aan de beurt, na de inzending van Georgië en voor Iran. Ook ditmaal kon de Irakese inzending geen potten breken op het festival. Resultaat: een zeventiende plaats met 137 punten. Sırmalı werd nadien ook nog beloond met de Peace prize-award.

### 2020
Toen het festival in 2020 heropgestart werd, nam Irak niet meer deel. De Irakese omroep Türkmeneli TV besliste namelijk om niet langer namens het land Irak deel te nemen aan het festival, maar als de bevolkingsgroep van de Iraakse Turkmenen. Hierdoor was er geen omroep meer die namens Irak deelnam, waardoor het land zich terugtrok van het festival.

## Irakese deelnames
| Jaar | Artiest      | Titel                 | Fin. | Ptn. | Semi | Ptn. | Taal  |
| ---- | ------------ | --------------------- | ---- | ---- | ---- | ---- | ----- |
| 2013 | Ahmed Duzlu  | Kerkük'ten yola çıkak | X    | X    | -    | -    | Turks |
| 2014 | Ahmed Duzlu  | Çal kalbimi           | X    | X    | 18   | 155  | Turks |
| 2015 | Oğuz Sırmalı | Serenat               | 17   | 137  |      |      | Turks |

| Kleur | Betekenis      |
| ----- | -------------- |
|       | Eerste plaats  |
|       | Tweede plaats  |
|       | Derde plaats   |
|       | Laatste plaats |
|       | Gastland       |